# Бзовицкий сельский совет (Зборовский район)
Бзовицкий сельский совет (укр. Бзовицька сільська рада) — входит в состав
Зборовского района
Тернопольской области
Украины.
Административный центр сельского совета находится в 
с. Бзовица.

## История
- 1992 — дата образования.

## Населённые пункты совета
- с. Бзовица